# 마라톤 수영
마라톤 수영(Marathon swimming)은 최소 10km 이상을 수영으로 경주하는 것으로 오픈워터스위밍에 속한다. 올림픽 수영 종목 중 하나로 2008년 하계 올림픽에서 처음 정식 종목으로 채택되었다. 인공 수영장에서 하는 경기가 아닌 강이나 호수 바다에서 하며 개인의 레인이 있는 것이 아니라 25명이 한 조가 되어 마라톤 달리기처럼 경주한다.